# Hu Jintao
Hu Jintao (kineski: 胡锦涛, pinyin: Hú Jǐntāo; 21. prosinca 1942.) bivši predsjednik Narodne Republike Kine. Na ovom položaju je bio od 2003. do 2013. godine. Također je bio i generalni tajnik Komunističke partije Kine od 2002. do 2012. godine, predsjedatelj centralne vojne komisije od 2004. do 2012. godine. Na mjestu predsjednika nasljedio je Jiang Zemina. Od preuzimanja položaja Hu Jintao inzistira na većem kontroliranju ekonomije i konzervantivan je u provođenju političkih reformi. Njegova vanjska politika je manje pomirljiva nego vanjska politika njegovih prethodnika, tako da je kineski utjecaj u svijetu porastao od vremena njegovog stupanja na dužnost.
Njegovo uzdizanje na mjesto predsjednika predstavlja transformaciju od stare komunističke uprave na mlađe tehnokrate. Veći dio svog radnog vijeka Hu Jintao je proveo kao dio komunističke uprave. Bio je šef partije u Tibetanskoj autonomnoj regiji i potpredsjednik za vrijeme Jiang Zemin. Zalaže se za harmonično društvo i mirne međunarodne odnose. Također nastoji ubrzati kineski znastveni i tehnički razvitak.

## Rani život
Hu Jintao je rođen u Jiangyanu, Provincija Jiangsu, 1942. godine.  Majka mu je umrla kada je imao sedam godina, a odgojila ga je strina. Hu je bi nadareni učenik u srednjoj školi, odlikovao se i izvan školskim aktivnostima kao što su ples i pjevanje. Aktivan je bio mladeži kineske komunističke partije. Diplomirao s diplomom inženjera hidraulike 1965. godine na sveučilištu Tsinghua. Hu je tu sreo svoju sadašnju suprugu Liu Yongqing s kojom ima sina i kćer.

## Vanjske poveznice
- Biografija Hu Jintao  Arhivirana inačica izvorne stranice od 22. kolovoza 2006. (Wayback Machine)

### Ostali projekti
|  | Zajednički poslužitelj ima još gradiva o temi Hu Jintao |